# RNA 간섭

렌티바이러스(Lentivirus)에 의한 short hairpin RNA(shRNA) 전달 시스템과 포유류 세포에서의 RNA 간섭 현상 매커니즘.

RNA 간섭(영어: RNA interference;RNAi)은 세포 내에서 활성화 상태의 유전자와 그렇지 않은 유전자를 구별하는 역할을 한다. microRNA(miRNA)와 small interfering RNA(siRNA)와 같은 두 가지의 작은 RNA 분자(small RNA molecules)가 이 현상의 중심에 있다. RNA는 유전자의 직접적인 산물이며, 앞에서 언급된 작은 RNA(이하 small RNA로 표기)들은 다른 RNA에 결합하여 이들의 활성을 증가시키거나 감소시킬 수 있다. mRNA가 단백질을 발현하는 것을 억제하는 것이 적절한 예일 것이다. RNA 간섭 현상은 바이러스와 전위인자(transposon)와 같은 기생 유전자로부터 세포를 보호하는 기능을 가짐과 동시에 일반적인 유전자의 발현을 조절하는 기능을 한다.
동물을 포함한 많은 진핵생물에서 발견되는 RNAi 경로는, 긴 이중 가닥 RNA(double-stranded RNA, dsRNA)를 20개 내외의 뉴클레오티드로 절단하는 기능을 하는 Dicer 효소에 의해 개시된다. Dicer의 핵산내부 가수분해효소(endonuclease) 활성이 이와 같은 작용을 가능하게 해 준다. 이들 가닥 중 guide strand로 알려진 한 가닥은 RNA-induced silencing complex(RISC)의 일부로 편입된다. 이와 같은 작용의 결과 중 가장 잘 알려진 유전자 침묵(post-transcriptional gene silencing)의 경우, guide strand가 mRNA 분자의 상보적인 서열과 짝을 이루어, RISC 복합체의 촉매 활성 부분인 Argonaute에 의한 절단이 유도됨으로써 일어난다. 반응 초기의 체내 siRNA의 농도와 관계 없이 개체 전체에 영향을 주는 것으로 알려져 있다.
RNAi는 이와 같이 유전자의 발현에 대해 선택적이면서 강력한 영향을 행사하며, 또한 (식물에서 더 잘 적용되는 경향이 있지만) 특정한 dsRNA를 합성하여 원하는 유전자의 억제를 유도할 수 있다는 점 때문에 실험실에서는 in vitro와 in vivo 조건 모두를 활용한다. 각 세포에서 특정 유전자를 큰 규모로 억제(shut off)하는 용도로도 활용될 수 있다.
역사적으로, RNA 간섭은 전사후 '유전자 침묵(post transcriptional gene silencing 또는 quelling)'이라는 다른 이름으로 알려져 왔다. 그다지 연관이 없어 보이는 이들의 과정이 완전히 규명된 후에야 RNAi 현상이 완전히 이해될 수 있었다. Andrew Fire와 Craig C. Mello는 예쁜꼬마선충(C. elegans)에서의 RNA 간섭 현상을 밝혀낸 1998년 논문에서의 공로로 2006년 노벨 생리의학상(Nobel Prize in Physiology or Medicine)을 수상하였다.

## 생물체 내에서의 작용

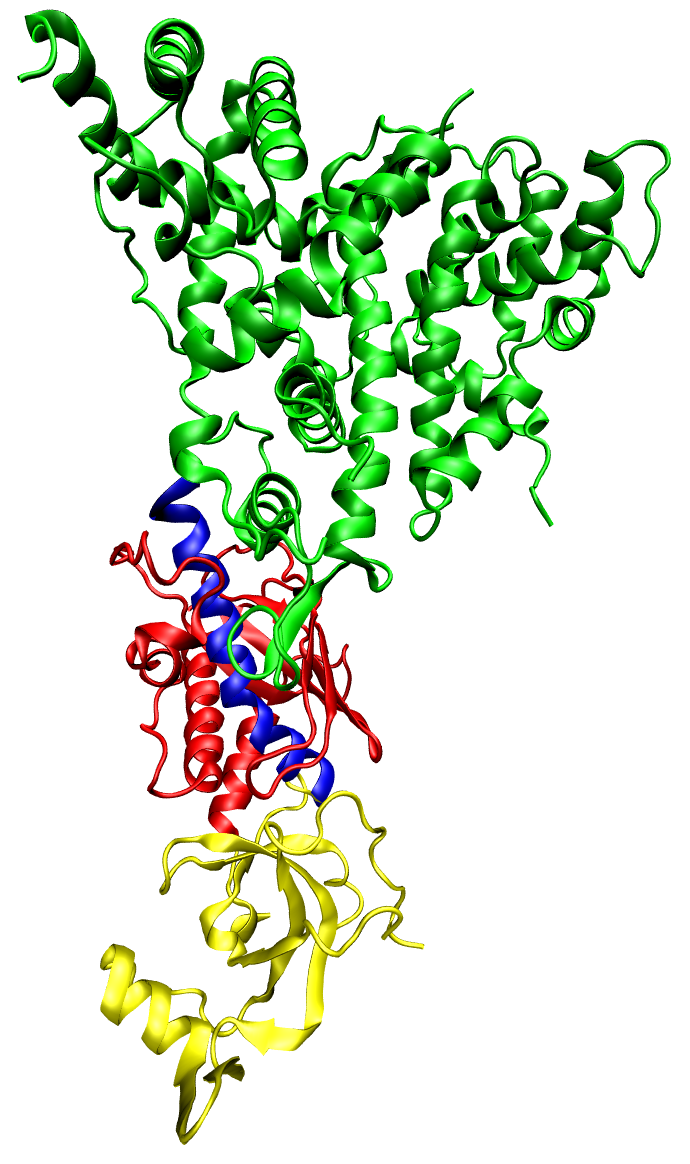
dsRNA를 siRNA로 절단하는 기능을 하는 Giardia intestinalis의 dicer 단백질. RNase 도메인은 초록색, PAZ 도메인은 노란색, platform 도메인은 빨간색, 그리고 이를 연결하는 나선들은 파란색으로 나타나있다.

RNAi는 RNA-induced silencing complex(RISC)에 의한 조절을 받는, RNA에 의존적인 유전자 침묵(gene silencing) 과정으로써, 짧은 이중 가닥 RNA 분자(double-stranded RNA molecules)가 세포질에서 RISC의 구성 요소인 argonaute와 상호작용을 함으로써 개시된다. dsRNA가 외인성일 때 (exogenous - 다시 말해, 바이러스 감염에 의한 것이거나 실험실에서 합성된 것일 때) RNA는 곧바로 세포질로 이동하며 Dicer 효소에 의해 짧은 조각으로 절단된다. 개시를 매개하는 dsRNA는 또한 게놈(genome)의 RNA 코딩 유전자(RNA-coding gene)에서 발현하는 pre-microRNA의 형태로 세포 내 유래(endogenous)일 수도 있다. 이와 같은 유전자로부터 유래한 1차 전사체는 핵 속에서 stem-loop 구조를 이룬 다음, 세포질 쪽으로 방출되어 Dicer에 의해 절단된다. 앞에서 언급된 내인성과 외인성 dsRNA 경로 모두 RISC 복합체와 맞닥뜨리게 된다.

### dsRNA의 절단
우선, Dicer라는 리보핵산 가수분해효소(ribonuclease) 단백질이 dsRNA에 의해 활성화 된 다음 여기에 붙어, dsRNA를 약간의 단일 가닥 말단이 포함된 21~25 염기쌍 정도의 길이들로 이루어진 이중 가닥 조각들로 분해하며, 이로써 RNAi 과정이 개시된다. 왜 21~25 염기쌍 정도의 길이가 가장 적당한지에 관한 생물정보학적인 연구가 여러 종에 걸쳐 이루어졌으며, 그 결과 이 정도의 길이에서 표적 유전자에 대한 특이성이 극대화됨과 동시에 비특이적인 효과는 최소화된다는 사실이 제안되었다. 이렇게 만들어진 짧은 이중 가닥으로 된 조각을 small interfering RNA(siRNA)라 부르며, 이들 가닥은 뒤이어 단일 가닥으로 분리되어 RISC 복합체에 편입된다. RISC에 통합된 이후 siRNA는 표적 mRNA에 상보적인 쌍을 이루어 mRNA의 절단을 유도하여 표적 mRNA가 번역 과정에서 주형으로 기능하는 것을 막는다.
외부에서 유래한 dsRNA가 탐지되면 이 dsRNA에는 dicer를 활성화하는, C. elegans에서는 RDE-4, Drosophila에서는 R2D2로 알려진 효과기 단백질(effector protein)이 결합한다. 이와 같은 단백질들은 길이가 긴 dsRNA에만 결합하여 뒤이어 절단된 siRNA를 RISC 복합체에 전달한다. 이와 같은 길이의 dsRNA에서 어떻게 특이성이 실현되는지를 설명하는 구체적인 기작은 아직 알려져 있지 않다.
C. elegans에서, 이와 같은 개시 반응은 dicer에 의해 직접 생성된, 달리 표현하면 1차 siRNA들을 주형으로 한 '2차 siRNA'들을 합성하는 방식으로 세포 내에서 증폭된다. 이들 siRNA들은 dicer에 의해 직접 생성된 siRNA와는 구조적으로 상이하며 RNA-의존성 RNA 중합효소(RNA-dependent RNA polymerase, RdRP)에 의해 합성되는 것으로 추정된다.

### MicroRNA

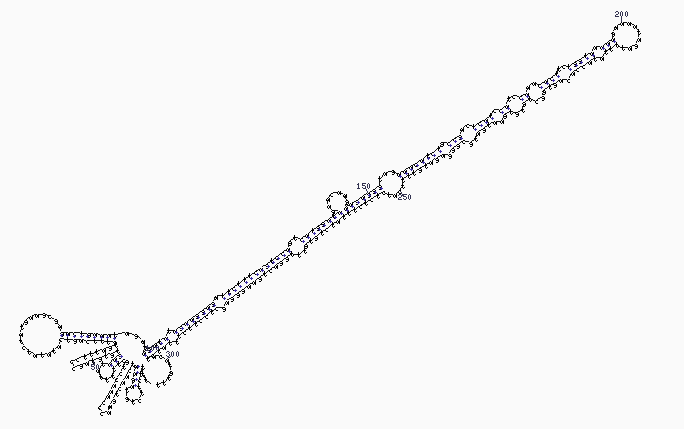
Brassica oleracea에서 유래한 pre-miRNA의, stem-loop 형태의 2차 구조.

MicroRNA(miRNA)는 특히 발생 과정에서 유전자 발현의 조절을 보조하는 비번역 RNA(non-coding RNA)를 말한다. 넓게 보았을 때 RNA 간섭 현상은 외래의 dsRNA에 의한 것 뿐만 아니라 miRNA에 의해 내인성으로 유도된(endogenously induced) 유전자 침묵(gene silencing) 효과를 모두 포함한다. 성숙한 miRNA(Mature miRNA)는 체외에서 유래한 dsRNA로부터 형성된 siRNA와 구조적으로 유사하지만, 이 상태에 이르기 전 miRNA에 대해 광범위한 전사후 변형(post-transcriptional modification)이 이루어져야 한다. miRNA는 이보다 훨씬 긴 길이로 이루어진 pri-miRNA라 불리는 1차 전사체가, 핵 속에서 RNase III 효소인 Drosha와 dsRNA 결합 단백질인 Pasha로 이루어진 microprocessor complex에 의해 염기서열 70개 길이의 stem-loop 구조를 지닌 pre-miRNA로 변환되는 과정을 거쳐서 만들어진다. 이렇게 만들어진 pre-miRNA의 이중가닥 부분은 이후 RISC 복합체로 통합되며, 따라서 miRNA와 siRNA는 이들 분자들이 처음 만들어지는 과정 이후의 세포 내 기작이 동일해진다.
- 참고 그림 : miRNA의 합성 경로

한편 긴 dsRNA로부터 유래한 siRNA의 특성이 miRNA의 특성과 완전히 일치하는 것은 아니다. miRNA에는 특히 동물에서 표적 유전자에 불완전하게 결합하는 성질이 있어 상보적으로 비슷한 서열을 지닌 수많은 mRNA 번역의 억제가 가능하다. 반면에, siRNA는 자신의 서열과 완전히 들어맞는 서열을 지닌 특정한 표적에만 결합한다. Drosophila와 C. elegans 공통으로 miRNA와 siRNA는 독립적인 argonaute 단백질과 dicer 효소의 작용을 거쳐 만들어진다.

## 생물학적인 기능

### 면역
RNA 간섭 현상은, 바이러스를 비롯한 체외에서 유래한 유전 물질에 대한 면역 반응에 핵심적인 부분을 담당한다. 특히 식물에서는 전위인자(transposon)에 의한 자기증식(self-propagation)을 방지하는 것으로 알려져 있다. 애기장대(Arabidopsis thaliana)와 같은 식물의 경우, 서로 다른 종류의 바이러스에 노출되었을 때 그 바이러스에 특이적인, dicer와 상동성이 있는 물질들이 발현된다. RNAi 경로가 완전히 이해되기 이전에도, 유전자 침묵(gene silencing) 현상이 식물체 전체로 확산되며, 이식을 통해 줄기(stock)로부터 어린 가지(scion)로 이전이 가능하다는 것이 알려져 있었다. 이와 같은 현상은 식물체 내의 적응면역계의 일부로 작용하여, 바이러스에 국소적으로 노출되었다 할지라도 반응은 전체적으로 일어나게 된다. 한편, 상당수의 식물 바이러스는 식물 세포에서의 RNAi 반응을 억제하기 위한 기작들을 발달시켰으며, dicer의 작용으로 만들어진 (약간의 단일 가닥 돌출부 말단을 지닌) 짧은 이중 가닥의 RNA 조각에 결합하는 바이러스 단백질이 이에 해당한다. 어떤 식물들에서는 몇몇 박테리아에 의한 감염에 대응하기 위해 체내 유래의 siRNA를 발현하기도 한다. 이와 같은 작용은 병원체에 감염되었을 때 추가적인 감염을 도울지도 모르는 숙주의 대사 작용을 억제하는 기작의 일부일 것이다.
비록 동물에서는 식물에서처럼 다양한 종류의 dicer 효소를 생성하지 않지만, 몇몇 종에서 또한 바이러스 감염에 대처하기 위한 방법으로서 RNAi 현상이 일어나는 것이 확인되었다. 초파리(Drosophila) 유충과 성체 모두 RNA 간섭 현상이 바이러스 감염에 대한 내재면역의 중요한 부분을 차지하며, 실제로 이와 같은 방식으로 Drosophila X 바이러스와 같은 병원균에 대응한다는 사실이 알려져 있다. 예쁜꼬마선충(C. elegans)의 경우, 바이러스 또는 기생충에 감염되었을 때 argonaute 단백질의 기능이 항진되어 RNAi 경로가 과발현되는 방식으로 바이러스 감염에 대한 저항성을 나타낸다.
포유류의 내재면역 반응으로서의 RNA 간섭 현상은 아직 잘 알려져 있지 않으며, 축적된 데이터 또한 많지 않다. 하지만, 포유류 세포에서의 RNAi 반응을 억제하는 기능을 갖춘 유전자를 암호화하는 바이러스가 존재한다는 사실은 포유류 또한 RNAi에 의존적인 면역반응을 지니고 있을 것이라는 추정을 가능케 해 준다. 하지만, RNAi에 의해 매개되는 면역 반응 자체가 그다지 잘 입증되어 있지 않다는 것이 문제라 할 수 있다. 포유류 바이러스 또한 RNAi를 회피하기 위한 기능을 갖추고 있으며, 헤르페스 바이러스(herpes virus)가 체내에 잠복하기 위해 miRNA를 발현하여 이질염색질(heterochromatin)과 같은 형태를 형성하는 것이 그 예일 것이다....

### 유전자 발현의 감소(Downregulation)
인트론 miRNA(Intronic miRNA)와 유전자간 miRNA(intergenic miRNA) 모두를 아우르는, 체내에서 발현된 miRNA들은 번역 억제 과정이라든지, 형태 형성(morphogenesis) 시간을 조절하거나 줄기세포와 같이 미분화되거나 불환전하게 분화된 세포 유형을 유지하는 등의 발생 과정을 조절하는 데 가장 중요한 역할을 담당한다. 체내에서 발현된 miRNA가 유전자 발현의 감소에 기여하는 과정이 1993년 C. elegans를 통해 밝혀졌다. 식물에서는 이와 유사한 예로써, 애기장대(Arabidopsis)의 "JAW microRNA"가 식물의 모양을 조절하는 여러 유전자의 조절에 관여한다는 사실이 확인된 바 있다. 식물에서 miRNA에 의해 조절받는 유전자의 대부분이 전사인자들이다. 이들 개체에서의 miRNA 활성은 F-box 단백질 뿐만 아니라 전사인자들을 포함하는 핵심적인 조절 유전자(regulatory gene)의 발현을 조절함으로써 전체적인 유전자 간의 연결 고리를 조절하며, 상당히 광범위하다고 할 수 있다. 인간을 포함하는 많은 종에서 miRNA는 종양(tumor) 형성이나 세포주기 조절 장애(dysregulation)의 원인이 되기도 한다. 따라서, miRNA는 종양유전자(oncogene)와 종양억제유전자(tumor suppressor)의 기능 모두를 수행한다고 볼 수 있다.

### 유전자 발현의 증가 (Upregulation)
프로모터에 부분적으로 상보적인 RNA 서열들(siRNA와 miRNA)은 유전자의 전사량을 증가시킬 수 있으며 RNA activation이라 불린다. 이들 RNA들이 어떻게 유전자의 발현을 증가시킬 수 있는지에 관한 부분적인 매커니즘이 알려져 있다. 이 때 dicer와 argonaute가 관여하며, 히스톤이 탈메틸화된다.